# Vysoce intenzivní intervalový trénink
Vysoce intenzivní intervalový trénink (anglicky High-intensity interval training, HIIT, také high-intensity intermittent exercise, HIIE, nebo sprint interval training, SIT) je druh cvičení, při kterém se střídá cvičení (interval) o vysoké zátěži se cvičením o nízké zátěži či s úplným odpočinkem. Není určeno, co se má cvičit, tento typ tréninku lze aplikovat na rozmanitou škálu pohybových aktivit: běh, jízdu na kole, plavání, skákání přes švihadlo, posilování s vlastní vahou nebo činkami atd.

## Tepová frekvence
Vysokou intenzitou cvičení se rozumí tempo v 80–90 % maximální tepové frekvence, což není v souladu s běžným povědomím o správné tepové frekvenci pro spalování tuků, která by neměla překračovat 60–70 % (tuto hranici lze otestovat – člověk při zátěži stále ještě dokáže mluvit, i když už je zadýchaný). Avšak právě aerobní trénink v této nižší tepové frekvenci by měl trvat minimálně 30 minut (záleží na jedinci a jeho pohlaví, věku, hmotnosti a výšce) a ke spalování tuků dochází pouze po dobu cvičení na rozdíl od intervalového tréninku, který by neměl překračovat 20 minut a zásadně ovlivní metabolismus i v následujících hodinách.

## Princip HIIT
Zásadní výhodou tohoto tréninkového konceptu je to, že ke spalování tuku nedochází pouze při cvičení, ale i po něm. Důvodem, proč dochází k odbourávání tuku i po skončení tréninku, je tzv. efekt EPOC (excess post-exercise oxygen consumption) neboli zvýšená spotřeba kyslíku po tréninku. Tělo tedy využívá kalorie zhruba o 10 % více i v době necvičení. Dále HIIT také ovlivňuje mechanismy ve svalových buňkách, které poté umí lépe nakládat s tukem a omezují jeho ukládání.

## Kardio trénink i posilování
Ačkoliv by se mohlo zdát, že tato forma pohybu je především kardiotréninkem, jehož účelem je zejména spálit tuky, opak je pravdou. Pravidelným cvičením intenzivního intervalového tréninku se totiž buduje i svalová hmota. Dochází ke zvýšení produkce testosteronu, který je pro růst svalů důležitý. Ženy se nemusí bát produkce tohoto hormonu, kulturistky se z nich tímto stylem stát nemohou. Pro tělo je každý takový trénink velmi náročný a má potřebu se na něj náležitě připravit. Jako názorný příklad bývají uváděni maratonci versus sprinteři, kdy u sprinterů je patrné osvalené tělo, které potřebuje být připravené na náročné sprinty.

## Doporučení
Rozhodně není radno vyhnout se rozehřátí před samotným tréninkem. To nemusí být nijak dlouhé (zhruba 5 minut), mělo by postupně připravit klouby (krouživými pohyby) a poté všechny svalové skupiny (např. skákání panáka, jogging), na závěr rozehřátí je vhodné i dynamické protažení. Také by se neměl trénink provozovat před posilovacím tréninkem, kdy by svaly neměly dostatečnou energii a mohlo by dojít ke katabolismu (spalování svalů). Lze mu tedy vyhradit samostatný den nebo ho cvičit po posilování. Důležitým bodem je také vydýchání, které by mělo být pozvolné (plynule zpomalovat pohyb až například do chůze na místě – rozhodně se nevydýchávat v předklonu či lehu) a závěrečné protažení, v tomto případě již statické.

## Průběh
Střídají se intervaly, přičemž každý má dvě fáze. Pokud se například běží, v první fázi je vhodné se pohybovat ve škále od 1–10 (1 pro lehkou chůzi, 10 běžet jako o život) asi v intenzitě 7–9. V druhé fázi zpomalit běh do klusu a lze přejít až do chůze. V této části se odpočívá, aby bylo možné opět přejít do maximálního výkonu. Střídá se tedy asi 30–60 sekund (dle stupni kondice) maximálního výkonu a dvojnásobný čas odpočinkové fáze, tedy 60–120 sekund.

## Příklad harmonogramu intervalových tréninků
První až čtvrtý týden:
Trénink třikrát týdně, 3–4 intervaly po 30–45 sekundách, podle fyzické zdatnosti.
Např.:
- 1. týden – 3 intervaly po 30 sek. (60 sek. pauza)
- 2. týden – 3 intervaly po 45 sek. (90 sek. pauza)
- 3. týden – 4 intervaly po 40 sek. (80 sek. pauza)
- 4. Týden – 4 intervaly po 45 sek. (90 sek. pauza)

Celý trénink by tedy měl trvat 15–19 minut, včetně rozcvičení a vydýchání.
Pátý až osmý týden: trénink třikrát týdně, 4–5 intervalů po 50–60 sekundách, podle fyzické zdatnosti.
Např.:
- 5. týden – 4 intervaly po 50 sek. (100 sek. pauza)
- 6. týden – 4 intervalů po 60 sek. (120 sek. pauza)
- 7. týden – 5 intervalů po 50 sek. (100 sek. pauza)
- 8. týden – 5 intervalů po 60 sek. (120 sek. pauza)

Celý trénink by tedy měl trvat 20–25 minut, včetně rozcvičení a vydýchání.
Devátý až dvanáctý týden:
Trénink třikrát týdně, 5–6 intervalů po 45–60 sekundách, podle fyzické zdatnosti.
Např.:
- 9. týden – 6 intervalů po 45 sek. (90 sek. pauza)
- 10. týden – 6 intervalů po 50 sek. (100 sek. pauza)
- 11. týden – 6 intervalů po 50 sek. (120 sek. pauza)
- 12. týden – 6 intervalů po 60 sek. (120 sek. pauza)

Celý trénink by tedy měl trvat 23–28 minut, včetně rozcvičení a vydýchání.